# João 15

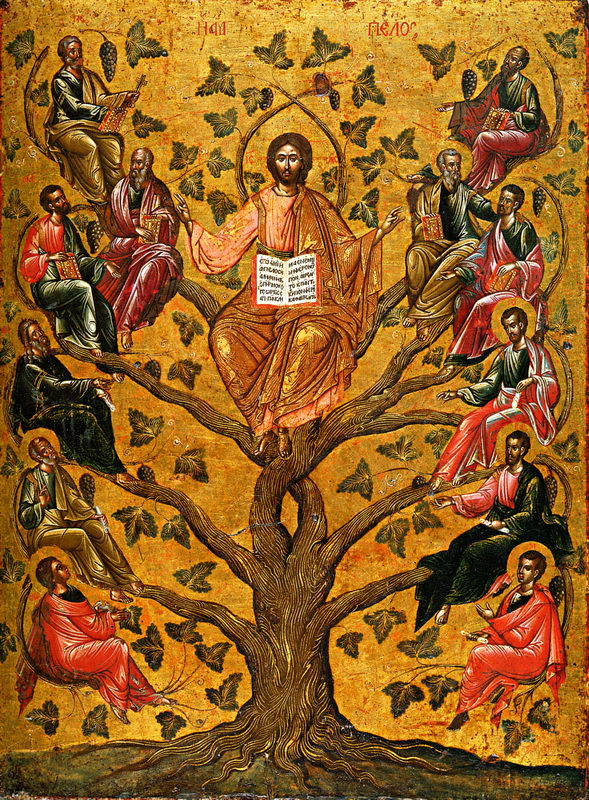
Jesus como A Videira, um dos temas de João 15.
Ícone bizantino do século XVI atualmente no Museu Bizantino e Cristão de Atenas.

João 15 é o décimo-quinto capítulo do Evangelho de João no Novo Testamento da Bíblia. Este capítulo é uma continuação do Discurso de adeus, iniciado no capítulo anterior, e está dividido em duas partes. Na primeira, conhecida como "A Videira" (João 15:1–17), João trata do amor de Jesus e como Ele é a fonte da vida para a comunidade. O trecho restante (João 15:18–27) é o início da terceira parte do Discurso de adeus e, segundo alguns autores, forma uma unidade com o capítulo seguinte.

## A Videira
João 15:1–17 é uma meditação sobre Jesus como fonte da vida para a comunidade e expande o tema da relação entre mestre e discípulo presente nos Evangelhos. Logo no início, Jesus afirma que é a videira, o que tornou comum o uso do termo como uma referência à sua doutrina. Os discípulos (e, portanto, a comunidade) são referidos como os ramos que dela dependem:
| “ | «Eu sou a videira; vós sois as varas. Aquele que permanece em mim, e no qual eu permaneço, dá muito fruto, pois sem mim nada podeis fazer.» (João 15:5) | ” |

Os versículos 9 e 10 então traçam paralelos entre a relação de Jesus e seus discípulos e a relação especial de Jesus e o Pai: 
| “ | «Como o Pai me amou, assim também eu vos amei; permanecei no meu amor. Se guardardes os meus mandamentos, permanecereis no meu amor; assim como eu tenho guardado os mandamentos de meu Pai, e permaneço no seu amor.» (João 15:9–10) | ” |

Mais adiante, este padrão se repete em João 17:18, quando Jesus "envia seus discípulos para o mundo" da mesma forma que o Pai o enviara para mundo. Além disso, este padrão de relacionamento de mestre e discípulo reafirma a doutrina do Bom Pastor de João 10, pela qual "se entrega a vida obedientemente". O tema da instrução também enfatiza que a permanência "em Jesus" resulta em frutificação (tal como a videira). 
Jesus então proclama seu radical mandamento de amor:
| “ | «Este é o meu mandamento, que vos ameis uns aos outros como eu vos amei.» (João 15:12) | ” |

Depois de chamar seus discípulos de "amigos" em João 15:14, Jesus termina seu discurso reiterando a importância do amor: «Isto vos mando, que vos ameis uns aos outros.» (João 15:17)

## Se o mundo vos aborrece
Jesus então inicia a preparação dos discípulos para a sua missão num mundo que os odiará. Este discurso inicia-se em João 15 e avança por todo o capítulo seguinte. Este capítulo termina com uma advertência aos discípulos para que esperem perseguições e com uma promessa do Paráclito (o Espírito Santo). Esta referência («Quando, porém, vier o Paráclito, que eu vos enviarei da parte do Pai, o Espírito da verdade, que procede do Pai, esse dará testemunho de mim» (João 15:26)) ao Espírito trata-o como tendo sido enviado "pelo Filho a partir do Pai" acabou ganhando enorme influência durante os debates sobre a natureza da Trindade e, principalmente, na disputa sobre a cláusula Filioque entre a Igreja Ortodoxa e a Igreja Latina.

## Manuscritos
- Papiro 22 - 15:25–16:2; 21-32